# 清水あき
清水 あき（しみず あき、1979年1月2日 - ）は、日本のファッションモデル・タレントである。スパイスを経てイデア所属。

## 略歴・人物
- 東京都世田谷区で生まれ、北海道札幌市で育つ。2歳上の兄がいる[1]。
- 幼稚園の時からエレクトーンを習い、さっぽろ雪まつりのステージで演奏した経験もある[2]。
- 聖心女子大学入学を機に東京に戻り、1998年に雑誌「JJ」の専属モデルとしてデビュー。2001年から2002年にかけて「王様のブランチ」にリポーターとして出演していた。
- 2008年2月1日、高校時代の友人である一般男性と結婚[3]。同年6月6日、第一子となる男児を出産[4]。
- 2010年11月19日、三軒茶屋にネイルサロン「aklat」（エクラ）を開設[5]。2014年4月28日まで同サロンのオーナーを務めた[6]。
- JJで共働した永田杏奈[3]や、女性ヴォーカルユニット「TRINITY」のメンバーだった中村優美（YUMI）[7]と仲が良い。

## 出演

### テレビ番組
- 王様のブランチ（2001年1月 - 2002年3月、TBS）
- 王様のお夜食（2001年1月 - 2002年4月、TBS）
- やくちゃんのただいま拳闘中!（2001年9月 - 2003年3月、フジテレビ739）
- 格闘Xパンクラス（2002年4月 - 2003年3月、テレビ東京）

### テレビドラマ
- コーリュー（2002年12月15日、名古屋テレビ）

### 映画
- Rodeo Drive（2003年、ケイエスエス） - ナツキ役

### 雑誌
- JJ（1998年～）
- Pre-mo（妊婦向け情報誌）

## リリース作品

### 写真集
- aki is Here（朝日出版社）2002年7月10日発売

### DVD
- D-Splash!（キングレコード）2001年11月7日発売
- digi+KISHIN DVD 清水あき（小学館）2002年8月21日発売